# Helmut Marko
Pour les articles homonymes, voir Helmut et Marko.
Helmut Marko, né le 27 avril 1943 à Graz, est un pilote automobile autrichien, faisant partie désormais des dirigeants de l'écurie Red Bull Racing, où il est responsable de la filière des jeunes pilotes.

## Biographie
En 1970, il gagne la catégorie P 3L. sur Porsche 908 lors des 24 Heures du Mans, et il termine quatrième du Championnat d'Europe FIA des voitures de tourisme (l'ETCC). L'année suivante, il finira avec la même position dans ce championnat.
Sa plus belle victoire reste les 24 Heures du Mans 1971 avec Gijs van Lennep remportées sur une Porsche 917 K engagée par le Martini Racing Team, et dotée pour la circonstance d'un châssis en magnésium. Cette même année, Marko est aussi le lauréat du Championnat d'Europe des voitures de sport sur Lola T210 (trois victoires).
Les années 1970 et 1971 lui permettent de gagner deux fois l'indice de performance du Mans.
Ami d'enfance de Jochen Rindt, il participe à neuf Grands Prix de Formule 1, débutant le 15 août 1971 au Grand Prix d'Allemagne. Il n'a pas le temps de marquer le moindre point au championnat du monde des pilotes. Sa carrière est en effet brisée par un accident au cours du Grand Prix de France 1972 disputé sur le tracé de Charade : une pierre projetée par la voiture qui évolue devant lui le frappe au visage et lui a fait perdre un œil, alors qu'il roulait en sixième position, sa meilleure course de Formule 1 jusqu'alors. Une semaine auparavant il avait terminé deuxième des 1 000 kilomètres de Zeltweg. Sa huitième place au Grand Prix de Monaco 1972, disputé sous la pluie, reste sa meilleure performance en Formule 1.
À l'issue de sa carrière, Marko reste dans le milieu du sport automobile, notamment en créant sa propre équipe (RSM Marko), qui brille en Formule 3000 dans les années 1990. Ami du magnat de la boisson énergisante Dietrich Mateschitz, il est ensuite responsable du programme de détection de jeunes pilotes mis en place par Red Bull Racing grâce à sa filière. Il est en compagnie de Christian Horner, l'un des visages principaux du stand Red Bull dans l'univers des Grand Prix.

## Autres victoires sur voitures de tourisme et de sport
- Trophée d'Autriche : 1970 (Salzburgring - ETCC) ;
- Paul-Ricard : 1971 (E2LC) ;
- Trophée d'Auvergne : 1971 (CFC) ;
- Hockenheim : 1971 (E2LC) ;
- Grand Prix du Nürburgring : 1971 (ETCC) ;
- Imola : 1971 (E2LC) ;
- 3 Heures du Cap : 1971 (Springbok Series d'Afrique du Sud).

## Résultats aux 24 heures du Mans
| Année | Équipe                            | Voiture            | Équipiers       | Résultat  |
| ----- | --------------------------------- | ------------------ | --------------- | --------- |
| 1970  | Martini International Racing Team | Porsche 908/2      | Rüdi Lins       | 3e        |
| 1971  | Martini International Racing Team | Porsche 917 K      | Gijs van Lennep | Vainqueur |
| 1972  | Scuderia Autodelta SpA            | Alfa Romeo 33 TT 3 | Vic Elford      | Abandon   |

## Résultats en championnat du monde de Formule 1
| Saison | Écurie                            | Châssis                       | Moteur                      | Pneus              | GP disputés | Points inscrits | Classement |
| ------ | --------------------------------- | ----------------------------- | --------------------------- | ------------------ | ----------- | --------------- | ---------- |
| 1971   | Ecurie Bonnier Yardley Team BRM   | McLaren M7C BRM P153 BRM P160 | Cosworth V8 BRM V12 BRM V12 | Goodyear Firestone | 4           | 0               | Nc.        |
| 1972   | Austria Marlboro BRM Marlboro BRM | BRM P153 BRM P153B BRM P160B  | BRM V12                     | Firestone          | 5           | 0               | Nc.        |